# 猫儿山 (南充市)
猫儿山位于四川省南充市仪陇县三蛟镇，海拔744米，是三蛟镇最高峰，属于大巴山脉。